# Uløya
Uløya (en sami septentrional: Ulisuolu) es una isla de los municipios de Skjervøy y Nordreisa en la provincia de Troms og Finnmark, Noruega. Esta se sitúa al este del Lyngenfjorden. Tiene una superficie de 78 km² y el punto más alto es el monte Blåtinden con 1142 m. A 2001, la población del lado de Skjervøy era de 29 habitantes y la de Nordreisa era de 65.
Uløya ocupa el lugar 56 en tamaño dentro de todas las islas de Noruega. En un principio, la isla entera pertenecía al municipio de Skjervøy, pero en 1972 la parte sur de la isla fue transferida al municipio de Nordreisa.

## Localidades
Dentro de la isla está la localidad de Havnnes.